# Sylvie Vartanová
Sylvie Vartanová (rozená Silvi Žorž Vartanjan, bulharsky Силви Жорж Вартанян; * 15. srpna 1944 Iskrec) je bulharsko-francouzská zpěvačka a herečka. Byla manželkou francouzského zpěváka Johnny Hallydaye, s nímž od 60. let též vystupovala, což jí zajistilo popularitu zejména ve frankofonních zemích, ale i v Itálii, Japonsku a Jižní Koreji. Proslula tanečními choreografiemi ke svým vystoupením, navazujícími většinou na poetiku kabaretu.

## Život
Její matka byla Bulharka židovského původu, otec byl původem Armén, jinak Francouz a francouzský velvyslanec v Sofii. Sylvie vyrůstala v Bulharsku, ale od roku 1952, tedy od jejích osmi let, rodina žila v Paříži. Roku 1961, v sedmnácti letech, natočila první píseň s francouzským rokenrolovým zpěvákem Frankie Jordanem, která zaznamenala značný úspěch a Sylvii vynesla přezdívku "la collégienne du twist" (twistující školačka). V roce 1962 jezdila koncertní tour s týmem Gilberta Bécauda, o rok později pak již s Johnny Hallydayem. V roce 1964 se s písní La plus belle pour aller danser (s textem Charlese Aznavoura) dostala na vrchol francouzské singlové hitparády. Píseň uspěla i v Japonsku, Jižní Koreji, Španělsku a Itálii. Sylvie začala být řazena ke stylu zvanému yé-yé. Ve stejném roce byla rovněž předskokankou The Beatles na jejich koncertě v pařížské Olympii. Vystoupila též v The Ed Sullivan Show v USA. 
V roce 1965 se vdala za Johnny Hallydaye, v roce 1966 se jim narodil syn David Hallyday, který se později stal rovněž zpěvákem. Ve své době patřili Johnny a Sylvie k nejsledovanějším párům Francie, média jim přezdívala "zlatý pár" (manželství se rozpadlo v roce 1980). V roce 1968 měla znovu dvě první místa ve francouzské hitparádě, s písněmi 2'35 de bonheur a Comme un garçon. Vystoupali na první příčku i v Itálii, Belgii, Japonsku a Koreji. Následoval další hit Irrésistiblement, který později Vartanová nazpívala i v italštině, a v Itálii se pak dostal na druhé místo singlové hitparády. 
S koncem 60. let její sláva pohasla, ale roku 1976 dobyla hitparádu s disco hitem Qu'est-ce qui fait pleurer les blondes? V žánru disco našla nové uplatnění. Sbohem šoubyznysu dala v roce 1986, ale znovu se do něj vrátila roku 1989, mimo jiné kvůli pádu komunismu v Evropě a možnosti koncertovat v rodném Bulharsku. To se jí podařilo v roce 1990, kdy vystoupila v sofijském Paláci kultury. Koncert začala i končila písní v bulharštině. Své spojení s vlastí prokázala i tím, že adoptovala bulharskou holčičku. Po smrti svého bratra Eddieho (otce známého amerického herce Michaela Vartana) přestala v roce 2001 vystupovat. Na jeviště se vrátila v roce 2004 s jazzovými baladami. Roku 1987 získala Národní řád za zásluhy, roku 1998 Řád čestné legie.